# 리차드 도넷
리처드 도냇(Richard Donat, 1941년 6월 1일 ~ )은 캐나다의 배우이다.

## 출연 작품
- 캔들스 온 베이 스트리트 (2006년)
- 섀터드 시티: 핼러팩스 폭발 (2003년)
- 데들리 컨스피러시 (2001년)
- 핏 포니 (1997년)
- 달과의 약속 (1997년)
- 내 남자친구 (1989년)
- 딥 씨 컨스피러시 (1987년)
- 12살의 작은 추억 (1985년)
- 씨잉 씽스 (1981년)
- 가스 (1981년)
- 시티 온 파이어 (1979년)
- 주말의 터미네이터 (1976년)
- 노바 (1974년)

### 텔레비전
- 호보 (1979, 1983)
- 씨 울프 (2009)
- 헤이븐 (2010-15)